# 신텍스 에러
신텍스 에러는 소울 컴퍼니 소속 대한민국의 가수이다. 
신텍스 에러는 2인조 그룹으로 활동하는 대한민국 가수로, 멤버는 크레이즈와 디씨이다. 2004년 디지털 싱글 앨범 [당신은 지금 어디쯤 와 있습니까?]로 데뷔했다.
친구 사이로 힙합음악을 시작해 아마추어 시절 수 많은 공연을 거쳐 레이블 소울컴퍼니의 원년 멤버로 활동했다.

## 발매 앨범
- 2004년 8월 3일 - 디지털 싱글 당신은 지금 어디쯤 와 있습니까?
- 2013년 7월 19일 - 싱글 ''O.L.S.T. (Original Love Sound Tracks)''
- 2015년 9월 23일 - 실글 ''Represent''
- 2015년 11월 24일 - 싱글 ''마더''

### 수록곡
1. 그리고 두 사람 (interlude)
2. 오래된 미래
3. Pain Of Luv 2 (Never Be The Same Again) (Feat. 정호)
4. Pain Of Luv 2 [Instrumental]
5. 오래된 미래 [Acapella]